# Iso-Korppinen
Iso-Korppinen är en sjö i kommunen Karstula i landskapet Mellersta Finland i Finland. Sjön ligger 157 meter över havet. Den är 4,23 meter djup. Arean är 1,12 kvadratkilometer och strandlinjen är 6,58 kilometer lång. Sjön  ingår i Kymmene älvs huvudavrinningsområde.   Den ligger omkring 85 kilometer nordväst om Jyväskylä och omkring 300 kilometer norr om Helsingfors. 